# Achat réfléchi
 (mars 2025).
Si vous disposez d'ouvrages ou d'articles de référence ou si vous connaissez des sites web de qualité traitant du thème abordé ici, merci de compléter l'article en donnant les références utiles à sa vérifiabilité et en les liant à la section « Notes et références ».
Un achat réfléchi est un achat pour lequel l'acte est précédé d'une période de réflexion de la part de l'individu : recherche d'information, tri et choix du produit. Ce choix est alors dit rationnel car effectué après délibération personnelle sur l'utilité et la rentabilité du produit acheté.

## Enjeux de l'utilisation du concept en marketing
L'analyse de l'achat permet de guider le client vers un produit spécifique tout en lui laissant son libre arbitre. L'achat réfléchi est un type d'achat spécifique qui est plus courant pour les achats considérés comme des investissements par le consommateur. L'achat réfléchi s'oppose à l'achat impulsif. 

## Nature de l'achat réfléchi
Durant le processus d'achat, le client peut tendre à suivre les étapes suivantes :
- Reconnaître le problème (évaluer l'écart entre un état présent et un idéal)
- Rechercher des informations sur le produit (fonction du risque, de l'implication, de l'expertise, des sources du client)
- Évaluer les alternatives d'achat qui sont fonction de leurs complexités et du temps disponible
  - Il doit établir une catégorisation,
  - et une hiérarchisation.
- Évaluer le produit après achat (le vendeur doit assurer la qualité, les promesses, et rassurer les points forts).